# Fisk
 For alternative betydninger, se Fisk (flertydig). (Se også artikler, som begynder med Fisk)
Fisk er hvirveldyr med gæller. De lever i vand.
De fleste er vekselvarme, men enkelte arter af tun og hajer er varmblodede.
Der er over 29.000 arter.
Fisk ses ikke længere som en taksonomisk gruppe, så den ældre betegnelse "klassen Pisces" bruges ikke mere.
Se mere om klassifikationen under hvirveldyr.

## Følger temperaturen
Fisk er vekselvarme: de har samme temperatur, som det vand de er i. (Menneskene er ensvarme og har altid samme temperatur og fryser eller har det varmt, når omgivelsernes temperatur svinger). Derfor kan fisk overleve om vinteren i koldt vand.
- Strålefinnede fisk

Ordener:
- Rundmundede
- Tværmundede
- Ganoider
- Lungefisk
- Benfisk